# Million Dollar Secret
 (avril 2025).
Si vous disposez d'ouvrages ou d'articles de référence ou si vous connaissez des sites web de qualité traitant du thème abordé ici, merci de compléter l'article en donnant les références utiles à sa vérifiabilité et en les liant à la section « Notes et références ».
 (mai 2025).
Motif : Sources attestant de la notoriété ?
- Archive Wikiwix
- Bing
- Cairn
- DuckDuckGo
- E. Universalis
- Gallica
- Google
- G. Books
- G. News
- G. Scholar
- Persée
- Qwant
- (zh) Baidu
- (ru) Yandex
- (wd) trouver des œuvres sur Wikidata

| 1. | Préciser le motif de la pose du bandeau. | Précisez le motif de la pose du bandeau en utilisant la syntaxe suivante : {{admissibilité à vérifier\|date=mai 2025\|motif=remplacez ce texte par le motif}}                              |
| 2. | Informer les utilisateurs concernés.     | Pensez à avertir le créateur de l'article, par exemple, en insérant le code ci-dessous sur sa page de discussion : {{subst:avertissement admissibilité à vérifier\|Million Dollar Secret}} |

Ne doit pas être confondu avec Million Dollar Baby.
Million Dollar Secret est un jeu télévisé de téléréalité américain diffusé sur Netflix, dont la première diffusion a lieu le 26 mars 2025. Animée par Peter Serafinowicz, la série met en scène douze candidats, dont l'un reçoit secrètement un prix de 1 000 000 $ au début du jeu. L'objectif de ce « millionnaire » est de garder son identité cachée.

## Organisation
Douze candidats résident ensemble dans un luxueux domaine au bord d'un lac : « The Stag », situé au Château Okanagan à Kelowna, en Colombie-Britannique, au Canada. Le premier jour, chaque joueur ouvre une boîte, l’une d’elles contient 1 000 000 $. Le candidat qui le trouve devient le «Millionnaire» et doit cacher son identité pendant tout le jeu.
Si le millionnaire est éliminé, l'argent est à nouveau caché dans une nouvelle boîte et le jeu continue. À la fin de chaque épisode, les joueurs votent pour «éliminer» la personne qu'ils soupçonnent le plus.
Tout au long du jeu, les joueurs participent à des défis basés sur la confiance et à des exercices de création d'alliances..
L’émission récompense l’intelligence émotionnelle et la tromperie psychologique. Les critiques l'ont comparé à d'autres émissions de téléréalité de stratégie telle que "Les traitres", mais avec une inversion des motivations : au lieu de s'efforcer de gagner l'argent, un joueur l'a déjà — et doit le garder.

## Les candidats
Le casting de Million Dollar Secret comprend douze candidats issus d'horizons professionnels et personnels divers, âgés de 20 à 60 ans. Alors qu'un seul joueur commence le jeu en tant que millionnaire secret, tous les concurrents sont chargés de naviguer entre confiance, tromperie et stratégie psychologique pour protéger ou découvrir la vérité. Leurs interactions constituent le cœur de la tension et du drame de la série,.
| Nom                      | Age | Métier               | Origine           | Role        | Résultat               |
| ------------------------ | --- | -------------------- | ----------------- | ----------- | ---------------------- |
| Cara Kies                | 29  | In-N-Out Cook        | Los Angeles, CA   | Millionaire | Winner                 |
| Samantha "Sam" Hubbard   | 41  | Police Officer       | Atlanta, GA       | Guest       | Runner-up              |
| Corey Niles              | 38  | Builder              | Austin, TX        | Guest       | Runner-up              |
| Sydnee Falkner           | 32  | Medical Sales        | Seattle, WA       | Guest       | Eliminated (Episode 8) |
| Jaimi Alexander          | 42  | Life Coach           | Miami, FL         | Guest       | Eliminated (Episode 7) |
| Kyle Wimberley           | 27  | Construction Worker  | Denver, CO        | Guest       | Eliminated (Episode 7) |
| Chris Allen              | 34  | Beverage Brand CEO   | New York, NY      | Guest       | Eliminated (Episode 6) |
| Lydia Blair              | 64  | Retired Escrow Agent | Phoenix, AZ       | Guest       | Eliminated (Episode 5) |
| Phillip "Phil" Roundtree | 41  | College Professor    | Boston, MA        | Millionaire | Eliminated (Episode 5) |
| Lauren Trefethren        | 35  | Stay-at-Home Mother  | Omaha, NE         | Guest       | Eliminated (Episode 3) |
| Se Young Metzroth        | 35  | Systems VP           | San Francisco, CA | Guest       | Eliminated (Episode 2) |
| Harry Donenfeld          | 59  | Photographer         | Chicago, IL       | Guest       | Eliminated (Episode 2) |

|             |             |             |             |             | Episode 2           | Episode 2              | Episode 3              | Episode 3              | Episode 5              | Episode 5              | Episode 6              | Episode 7              | Finale                 | Finale                 |
| Tour        | Tour        | Tour        | Tour        | Tour        | 1                   | 2                      | 3                      | 3                      | 4                      | 5                      | 6                      | 7                      | Final                  | Final                  |
| Millionaire | Millionaire | Millionaire | Millionaire | Millionaire | Lauren              | Lauren                 | Phil                   | Phil                   | Phil                   | Sam                    | Sam                    | Cara                   | Cara                   | Cara                   |
| ----------- | ----------- | ----------- | ----------- | ----------- | ------------------- | ---------------------- | ---------------------- | ---------------------- | ---------------------- | ---------------------- | ---------------------- | ---------------------- | ---------------------- | ---------------------- |
|             |             |             |             | Cara        |                     | Lauren                 | Sydnee                 | Sydnee                 | Phil                   | Sydnee                 | Chris                  | Kyle                   | None                   | Final Millionaire      |
|             |             |             |             | Corey       |                     | Se Young               | Lauren                 | Lauren                 | Phil                   | Sydnee                 | Chris                  | Jaimi                  | Sydnee                 | Lost (Episode 8)       |
|             |             |             |             | Sam         | Lauren              | Phil                   | Sydnee                 | Sydnee                 | Sydnee                 | Lydia                  | Chris                  | Jaimi                  | Sydnee                 | Lost (Episode 8)       |
| Chris       |             |             |             | Sam         | Lauren              | Phil                   | Sydnee                 | Sydnee                 | Sydnee                 | Lydia                  |                        | Jaimi                  | Sydnee                 | Lost (Episode 8)       |
|             |             |             |             | Sydnee      |                     | Lauren                 | Lauren                 | Lauren                 | Phil                   | Lydia                  | Chris                  | Sam                    | None                   | Eliminated (Episode 8) |
|             |             |             |             | Kyle        |                     | Se Young               | Sydnee                 | Sydnee                 | Sydnee                 | Sydnee                 | Sam                    | Jaimi                  | Eliminated (Episode 7) | Eliminated (Episode 7) |
|             |             |             |             | Jaimi       |                     | Sam                    | Lauren                 | Lauren                 | Phil                   | Lydia                  | Sam                    | Sam                    | Eliminated (Episode 7) | Eliminated (Episode 7) |
|             |             |             |             | Chris       |                     | Se Young               | Lauren                 | Lauren                 | Phil                   | Sam                    | Sam                    | Eliminated (Episode 6) | Eliminated (Episode 6) | Eliminated (Episode 6) |
|             |             |             |             | Lydia       |                     | Phil                   | Sydnee                 | Sydnee                 | Sydnee                 | Sydnee                 | Eliminated (Episode 5) | Eliminated (Episode 5) | Eliminated (Episode 5) | Eliminated (Episode 5) |
|             |             |             |             | Phil        |                     | Se Young               | Lauren                 | Lauren                 | Sydnee                 | Eliminated (Episode 5) | Eliminated (Episode 5) | Eliminated (Episode 5) | Eliminated (Episode 5) | Eliminated (Episode 5) |
| Phil        |             |             |             | Phil        |                     | Se Young               |                        | Lauren                 | Sydnee                 | Eliminated (Episode 5) | Eliminated (Episode 5) | Eliminated (Episode 5) | Eliminated (Episode 5) | Eliminated (Episode 5) |
|             |             |             |             | Lauren      | Harry               | Se Young               | Sydnee                 | Sydnee                 | Eliminated (Episode 3) | Eliminated (Episode 3) | Eliminated (Episode 3) | Eliminated (Episode 3) | Eliminated (Episode 3) | Eliminated (Episode 3) |
| Harry       |             |             |             | Lauren      |                     | Se Young               | Sydnee                 | Sydnee                 | Eliminated (Episode 3) | Eliminated (Episode 3) | Eliminated (Episode 3) | Eliminated (Episode 3) | Eliminated (Episode 3) | Eliminated (Episode 3) |
| Harry       |             |             |             | Lauren      |                     | Se Young               | Sydnee                 | Sydnee                 | Eliminated (Episode 3) | Eliminated (Episode 3) | Eliminated (Episode 3) | Eliminated (Episode 3) | Eliminated (Episode 3) | Eliminated (Episode 3) |
|             |             |             |             | Se Young    |                     | Lauren                 | Eliminated (Episode 2) | Eliminated (Episode 2) | Eliminated (Episode 2) | Eliminated (Episode 2) | Eliminated (Episode 2) | Eliminated (Episode 2) | Eliminated (Episode 2) | Eliminated (Episode 2) |
|             |             |             |             | Harry       |                     | Eliminated (Episode 2) | Eliminated (Episode 2) | Eliminated (Episode 2) | Eliminated (Episode 2) | Eliminated (Episode 2) | Eliminated (Episode 2) | Eliminated (Episode 2) | Eliminated (Episode 2) | Eliminated (Episode 2) |
| Eliminé     | Eliminé     | Eliminé     | Eliminé     | Eliminé     | Harry ? of 14 votes | Se Young 5 of 11 votes | Tie                    | Lauren 5 of 10 votes   | Phil 5 of 9 votes      | Lydia Kill Shot        | Chris 5 of 8 votes     | Jaimi 3 of 5 votes     | Sydnee 2 of 2 votes    | Cara Final Millionaire |
| Eliminé     | Eliminé     | Eliminé     | Eliminé     | Eliminé     | Harry ? of 14 votes | Se Young 5 of 11 votes | Tie                    | Lauren 5 of 10 votes   | Phil 5 of 9 votes      | Lydia Kill Shot        | Chris 5 of 8 votes     | Kyle Kill Shot         | Sydnee 2 of 2 votes    | Corey, Sam Runner-Ups  |

## Épisodes
| épisode | titre                            | date         |
| ------- | -------------------------------- | ------------ |
| 1       | "Instant Millionaire"            | 26 mars 2025 |
| 2       | "The Five Suspects"              | 26 mars 2025 |
| 3       | "Going to Hell on a Scholarship" | 26 mars 2025 |
| 4       | "Hot Seat for Three"             | 2 avril 2025 |
| 5       | "The Kill Shot"                  | 2 avril 2025 |
| 6       | "911, Misdemeanor, Handcuffs"    | 2 avril 2025 |
| 7       | "The Tale of Two Sisters"        | 9 avril 2025 |
| 8       | "Get Rich or Lie Trying"         | 9 avril 2025 |

## Production
Le tournage de Million Dollar Secret est étalé sur plusieurs semaines fin 2024 au Château Okanagan, à Kelowna, en Colombie-Britannique, au Canada. La propriété de 44 hectares, appelée dans l'émission « The Stag », comprend des hébergements de luxe, un quai privé, des vues sur le lac et plusieurs espaces de rassemblement qui ont servi de lieux clés pour les défis et les cérémonies de vote.
La production aurait mis l'accent sur le secret même pendant le tournage, les membres du casting ignorant qui avait reçu le prix d'un million de dollars jusqu'à ce que la première scène d'ouverture de la boîte soit filmée.
La série a été tournée à l'aide de petites caméras et de drones pour filmer des moments intimes et avoir des prises de vue aériennes, lui donnant à la fois une sensation de documentaire et cinématographique. Le montage s'est concentré sur le suspense et la préservation de l'anonymat du millionnaire dans chaque épisode pur le spectateur.

## Accueil
Million Dollar Secret a reçu des critiques diverses et variées de la part des critiques, qui ont salué sa difficulté psychologique et son déroulement, tout en notant des points communs avec d'autres formats de télé réalité basés sur le mensonge.
Stuart Heritage du Guardian l'a décrit comme « une copie éhontée mais divertissante de Les Traîtres ». Il a complimenté le « charme sec » de l'animateur Peter Serafinowicz et le montage plein de suspense de l'émission.
Netflix a présentée sur son blog la série en « un thriller psychologique déguisé en expérience sociale », soulignant la tension créée par le rebondissement caché du Millionnaire et le jeu basé sur la confiance.
La réaction du public a été enthousiaste. L'émission a fait ses débuts dans le top 10 mondial de Netflix pour la télévision en langue anglaise au cours de sa première semaine.
Sur Rotten Tomatoes, la série obtient le mauvais score de 64 % et une note de la part de l'audience de 71 %.
Des comparaisons avec The Mole et The Circle existent, bien que les critiques aient noté que Million Dollar Secret se détache en faisant un millionnaire dès le début du jeu.